# 点取占い
点取占い（てんとりうらない）とは、駄菓子屋などで売られている子供向けのおみくじ。

## 概要

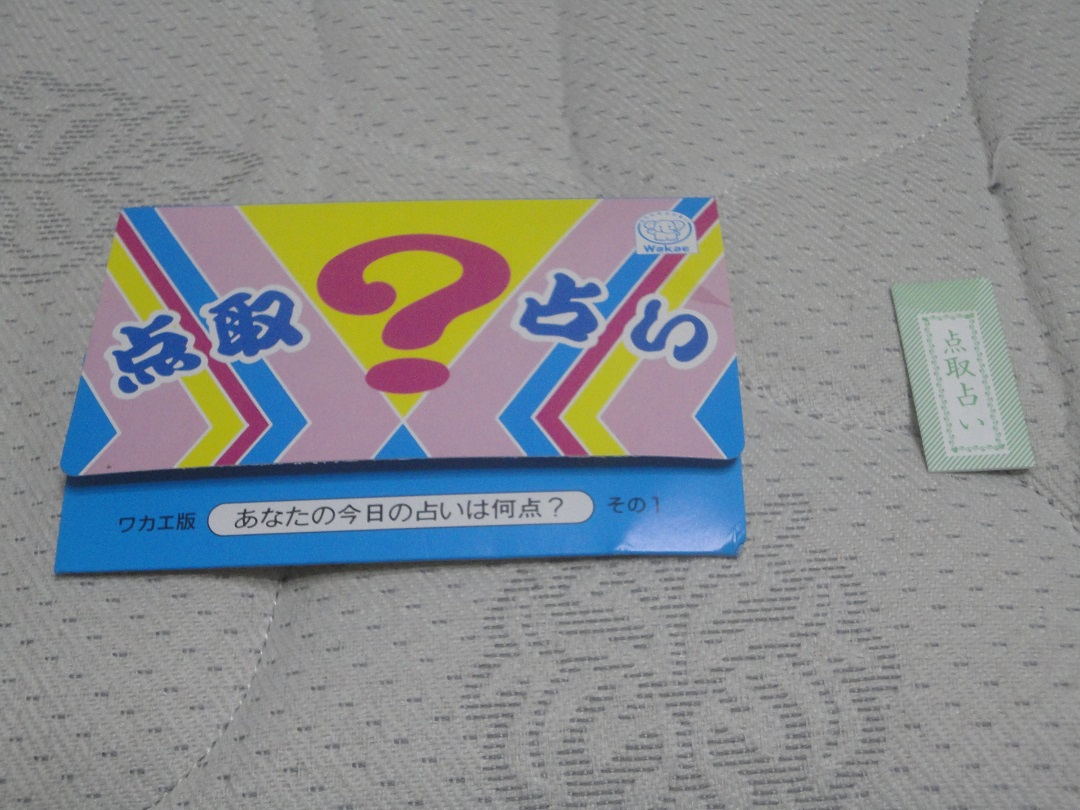
点取占いのパッケージと同封のおみくじ

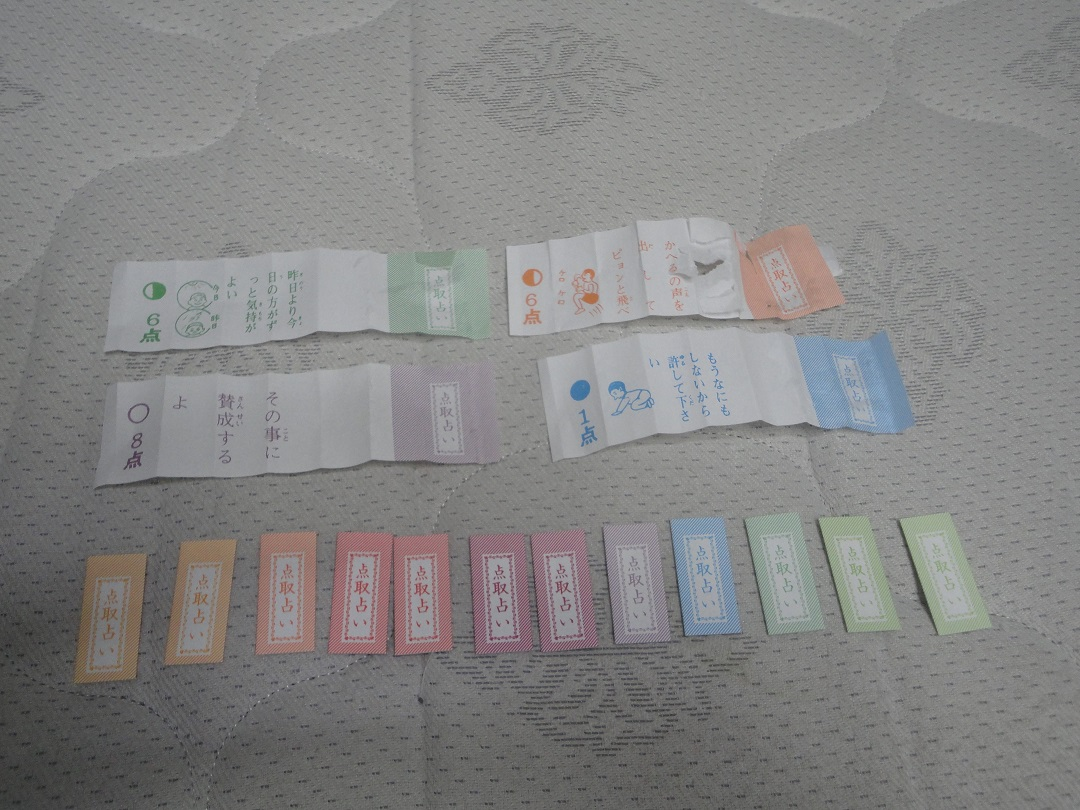
点取占いのおみくじの内容

点取占いは、パッケージ単位で「点取占い」と書かれた十数本の占いのおみくじが入っていて、それぞれ色の異なるインクが使われている。
おみくじ自体は薄い紙に糊付けしてあるため、慎重に封をはがさないと破れるおそれがある（おみくじの内容の画像右上の例）。
おみくじの封を開けると、横長の紙に例えば、「気をつけないと又失敗するぞ ●4点」「もしも百万円を拾ったらどうする ○10点」のように、縦書きの数行のメッセージとイラストや点数が添えられている。
点数は1～10点まであり、点数の上にある丸には白丸や半星（◐・◑）、黒丸が書かれていて、点数の高い占いには白丸、低いものは黒丸になることが多い。
メッセージは600種類以上ある。戦前から使用されている名残で、旧仮名遣いや漢字の旧字体も用いられている。シュールな内容も多数あり、ヘタウマのようなイラストが描かれていることから、その筋のファンも多くいる。
商品名は『点取占い』だが、後述の参考図書のVOWなどでは『点取り占い』と書かれている。商品ロゴは発売時期により複数種類があり、「点取」と「占い」間に「？」が入る記載のものもある。
おみくじの封を開けて自分の運勢を占う他にはパッケージの裏面に書かれている遊び方によると、開けたおみくじの点数の合計で自分を評価するのと、二人で点数の合計を競うやり方もある。

## 小史
昭和10年頃、大阪府の松屋町の玩具商の宮城隆一が『点取辻占い』として売り出したのが始まりで、戦争で一時は途絶えたが、1963年に復刻された。東大阪市のワカエ紙工で作られていたが、2017年に生産を終了した。

## 関連商品
- タカラトミーから『点取占い』（プラットフォーム：Windows 95）としてCD-ROMで発売された。
- ピーアンドエー株式会社（東大阪市）から『点取占いトランプ』が発売されていた。内容は本来の点取占いと同じ。
- お祈り大明神 - セガのメダルゲーム。点取占いの機能も付いている。
- 上記のほか、インターネットのサイト上にアップロードされているフリーソフトや、モバイル対応の点取占いに類似したアプリも配信されている。

## 参考図書
- 『VOW 現代下世話大全』宝島社、1987年10月。ISBN 4-88063-339-9。：p.78～85。